# Hugo Porfírio
Hugo Cardoso Porfírio (Lisbona, 28 settembre 1973) è un ex calciatore portoghese, di ruolo centrocampista.